# Lista de senadores do Brasil da 25.ª legislatura
Esta é a lista de senadores do Brasil da 25.ª legislatura do Congresso Nacional. Inclui-se o nome civil dos parlamentares, o partido ao qual eram filiados na data da posse, sua unidade federativa de origem, bem como outras informações. Esta legislatura do Senado Federal durou de 1 de fevereiro de 1900 a 14 de novembro de 1902.

## Mesa diretora
| Imagem | Cargo                                          | Nome                                                            | Estado            |
| ------ | ---------------------------------------------- | --------------------------------------------------------------- | ----------------- |
|        | Presidente (Como Vice-Presidente da República) | Francisco de Assis Rosa e Silva                                 | Pernambuco        |
|        | 1° Vice-Presidente                             | Quintino Bocaiúva (Quintino Antônio Ferreira de Sousa Bocayuva) | Rio de Janeiro    |
|        | 2° Vice-Presidente                             | Bernardino José de Campos Júnior                                | São Paulo         |
|        | 1° Secretário                                  | Ruy Barbosa (Ruy Barbosa de Oliveira)                           | Bahia             |
|        | 2° Secretário                                  | Ramiro Barcellos (Ramiro Fortes de Barcellos)                   | Rio Grande do Sul |
|        | 3° Secretário                                  | Joaquim Catunda (Joaquim de Oliveira Catunda)                   | Ceará             |
|        | 4° Secretário                                  | Lauro Müller                                                    | Santa Catarina    |
|        | 1° Suplente                                    | Leandro Maciel (Leandro Ribeiro de Siqueira Maciel)             | Sergipe           |
|        | 2° Suplente                                    | Lauro Sodré                                                     | Pará              |
|        | 3° Suplente                                    | Generoso Ponce (Generoso Paes Leme de Sousa Ponce)              | Mato Grosso       |
|        | 4° Suplente                                    | Álvaro de Assis Osório Mendes                                   | Piauí             |

## Senadores em exercício ao fim da legislatura
| Imagem              | Nome                                                            | Início de mandato       | Fim de mandato          | Observações |
| Alagoas             | Alagoas                                                         | Alagoas                 | Alagoas                 | Alagoas |
| ------------------- | --------------------------------------------------------------- | ----------------------- | ----------------------- | --- |
|                     | Manuel Gomes Ribeiro                                            | 1° de fevereiro de 1900 | 14 de novembro de 1902  | Barão do Traipú |
|                     | Bernardo Antônio Mendonça Sobrinho                              | 24 de maio de 1897      | 14 de novembro de 1902  | [ 2 ] |
|                     | Manuel José Duarte                                              | 10 de fevereiro de 1901 | 30 de setembro de 1908  | Governador de Alagoas (1897-1899)                                                                                                 |
| Amazonas            |                                                                 |                         |                         | |
|                     | Antônio Constantino Nery                                        | 1° de fevereiro de 1901 | 22 de julho de 1904     | Governador do Amazonas (1904-1908)                                                                                                |
|                     | Joaquim Sarmento (Joaquim José Pais da Silva Sarmento)          | 21 de fevereiro de 1891 | 14 de novembro de 1902  | Governador do Amazonas (1884) |
|                     | Jônatas Pedrosa                                                 | 16 de janeiro de 1897   | 31 de janeiro de 1911   | Governador do Amazonas (1913-1917)                                                                                                |
| Bahia               |                                                                 |                         |                         | |
|                     | Artur César Rios                                                | 1° de fevereiro de 1897 | 25 de agosto de 1906    | Presidente da Câmara dos Deputados (1896-1899)                                                                                    |
|                     | Ruy Barbosa (Ruy Barbosa de Oliveira)                           | 15 de novembro de 1891  | 10 de março de 1921     | Renunciou o mantado em 1921 |
|                     | Virgílio Damásio (Virgílio Clímaco Damásio)                     | 15 de novembro de 1891  | 14 de novembro de 1894  | Governador da Bahia (1889-1990)                                                                                                   |
| Ceará               |                                                                 |                         |                         | |
|                     | Bezerril Fontenele                                              | 2 de outubro de 1898    | 14 de novembro de 1902  | Governador do Ceará (1892-1896)                                                                                                   |
|                     | João Cordeiro                                                   | 15 de novembro de 1891  | 8 de agosto de 1905     | [ 11 ] |
|                     | Joaquim Catunda (Joaquim de Oliveira Catunda)                   | 15 de novembro de 1891  | 28 de julho de 1907     | Faleceu no exercício do cargo |
| Espírito Santo      |                                                                 |                         |                         | |
|                     | Cleto Nunes Pereira                                             | 15 de novembro de 1898  | 11 de abril de 1908     | Faleceu no exercício do cargo |
|                     | Henrique Coutinho                                               | 1° de fevereiro de 1897 | 23 de maio de 1904      | Governador do Espírito Santo (1904-1908)                                                                                          |
|                     | Luís de Siqueira da Silva Lima                                  | 1° de fevereiro de 1900 | 31 de dezembro de 1908  | Barão de Itapemirim |
| Distrito Federal    |                                                                 |                         |                         | |
|                     | Barata Ribeiro                                                  | 1° de fevereiro de 1900 | 31 de janeiro de 1909   | [ 16 ] |
|                     | José Lopes da Silva Trovão                                      | 8 de fevereiro de 1895  | 14 de novembro de 1902  | [ 17 ] |
|                     | Tomás Delfino dos Santos                                        | 10 de novembro de 1896  | 14 de novembro de 1906  | [ 18 ] |
| Goiás               |                                                                 |                         |                         | |
|                     | Joaquim de Sousa (José Joaquim de Sousa)                        | 15 de novembro de 1891  | 31 de janeiro de 1909   | Governador de Goiás (1889-1890)                                                                                                   |
|                     | Leopoldo Bulhões (José Leopoldo de Bulhões Jardim)              | 15 de novembro de 1894  | 14 de novembro de 1902  | [ 20 ] |
|                     | Francisco Leopoldo Rodrigues Jardim                             | 16 de setembro de 1899  | 31 de dezembro de 1905  | Governador de Goiás (1895-1898)                                                                                                   |
| Maranhão            |                                                                 |                         |                         | |
|                     | Manuel Inácio Belfort Vieira                                    | 1° de fevereiro de 1897 | 31 de janeiro de 1909   | Governador do Maranhão (1890-1895)                                                                                                |
|                     | Benedito Pereira Leite                                          | 22 de maio de 1896      | 28 de fevereiro de 1906 | Governador do Maranhão (1906-1908)                                                                                                |
|                     | Augusto Gomes de Castro (Augusto Olímpio Gomes de Castro)       | 15 de novembro de 1894  | 31 de janeiro de 1909   | Governador do Maranhão (1870-1875)                                                                                                |
| Mato Grosso         |                                                                 |                         |                         | |
|                     | Antônio Azeredo (Antônio Francisco Azeredo)                     | 1° de fevereiro de 1897 | 11 de novembro de 1930  | Perdeu o mandato com a vitória da Revolução de 1930, que dissolveu os órgãos legislativos do país, partiu para o exílio na Europa |
|                     | Generoso Ponce (Generoso Paes Leme de Sousa Ponce)              | 15 de novembro de 1894  | 14 de novembro de 1902  | Governador do mato Grosso (1907-1908)                                                                                             |
|                     | José Metello (José Maria Metello)                               | 1° de fevereiro de 1900 | 31 de dezembro de 1908  | [ 27 ] |
| Minas Gerais        |                                                                 |                         |                         | |
|                     | Antônio Chaves (Antônio Gonçalves Chaves)                       | 15 de novembro de 1894  | 14 de novembro de 1902  | Governador de Minas Gerais (1883-1884)                                                                                            |
|                     | Júlio Bueno Brandão                                             | 1° de fevereiro de 1897 | 26 de outubro de 1908   | Governador de Minas Gerais (1908-1914)                                                                                            |
|                     | Feliciano Augusto de Oliveira Pena                              | 25 de fevereiro de 1901 | 14 de novembro de 1902  | Suplente |
| Pará                |                                                                 |                         |                         | |
|                     | Justo Chermont (Justo Pereira Leite Chermont)                   | 1° de fevereiro de 1900 | 31 de janeiro de 1909   | Governador do Pará (1889-1891) |
|                     | Lauro Sodré                                                     | 2 de fevereiro de 1897  | 14 de novembro de 1902  | Governador do Pará (1891-1897) |
|                     | Manuel Barata (Manuel de Mello Cardoso Barata)                  | 15 de novembro de 1891  | 14 de novembro de 1906  | [ 34 ] |
| Paraíba             |                                                                 |                         |                         | |
|                     | Abdon Milanez (Abdon Felinto Milanez)                           | 15 de novembro de 1894  | 14 de novembro de 1902  | [ 35 ] |
|                     | José de Almeida Barreto                                         | 1° de fevereiro de 1891 | 14 de novembro de 1906  | [ 36 ] |
|                     | Álvaro Lopes Machado                                            | 1° de fevereiro de 1897 | 16 de fevereiro de 1905 | [ 37 ] |
| Paraná              |                                                                 |                         |                         | |
|                     | Alberto José Gonçalves                                          | 1° de fevereiro de 1897 | 30 de novembro de 1905  | Foi nomeado bispo católico pelo Papa Pio X dia 5 de dezembro de 1908, com posse no dia 28 de fevereiro de 1909                    |
|                     | Brasílio Ferreira da Luz                                        | 1° de fevereiro de 1900 | 31 de janeiro de 1909   | [ 39 ] |
|                     | Vicente Machado (Vicente Machado da Silva Lima)                 | 7 de janeiro de 1895    | 14 de novembro de 1902  | Vice-Governador do Paraná (1893-1894)                                                                                             |
| Pernambuco          |                                                                 |                         |                         | |
|                     | Herculano Bandeira                                              | 3 de março de 1901      | 6 de abril de 1908      | Governador de Pernambuco (1908-1911)                                                                                              |
|                     | Sigismundo Gonçalves                                            | 8 de abril de 1900      | 6 de abril de 1904      | Governador de Pernambuco (1904-1908)                                                                                              |
|                     | Francisco de Assis Rosa e Silva                                 | 15 de Novembro de 1895  | 15 de Novembro de 1902  | Acumulou o cargo com a Vice-presidência do Brasil (1898-1902)                                                                     |
| Piauí               |                                                                 |                         |                         | |
|                     | Álvaro de Assis Osório Mendes                                   | 1° de fevereiro de 1900 | 30 de junho de 1904     | Governador do Piauí (1904-1907)                                                                                                   |
|                     | Joaquim Nogueira Paranaguá                                      | 21 de fevereiro de 1899 | 14 de novembro de 1906  | [ 45 ] |
|                     | Firmino Pires Ferreira                                          | 15 de novembro de 1894  | 14 de novembro de 1921  | [ 46 ] |
| Rio de Janeiro      |                                                                 |                         |                         | |
|                     | Manuel Queirós (Manuel de Queirós Mattoso Ribeiro)              | 2 de fevereiro de 1895  | 14 de novembro de 1902  | [ 47 ] |
|                     | Manuel Martins Torres                                           | 11 de fevereiro de 1901 | 28 de fevereiro de 1905 | [ 48 ] |
|                     | Quintino Bocaiúva (Quintino Antônio Ferreira de Sousa Bocayuva) | 4 de dezembro de 1892   | 30 de dezembro de 1900  | Governador do Rio de Janeiro (1900-1903)                                                                                          |
| Rio Grande do Norte |                                                                 |                         |                         | |
|                     | Joaquim Ferreira Chaves                                         | 26 de março de 1900     | 31 de dezembro de 1913  | Governador do Rio Grande do Norte (1896-1900)                                                                                     |
|                     | José Bernardo (José Bernardo de Medeiros)                       | 1° de fevereiro de 1891 | 15 de janeiro de 1907   | Faleceu no exercício do cargo |
|                     | Pedro de Albuquerque Maranhão                                   | 1° de fevereiro de 1897 | 9 de dezembro de 1907   | Primeiro Governador do Rio Grande do Norte                                                                                        |
| Rio Grande do Sul   |                                                                 |                         |                         | |
|                     | Júlio Frota (Júlio Anacleto Falcão da Frota)                    | 6 de maio de 1890       | 5 de março de 1909      | Faleceu no exercício do cargo |
|                     | Pinheiro Machado (José Gomes Pinheiro Machado)                  | 1° de janeiro de 1890   | 8 de setembro de 1915   | Presidente do Senado Federal (1902-1903)                                                                                          |
|                     | Ramiro Barcellos (Ramiro Fortes de Barcellos)                   | 1° de fevereiro de 1891 | 14 de novembro de 1906  | [ 55 ] |
| Santa Catarina      |                                                                 |                         |                         | |
|                     | Gustavo Richard                                                 | 15 de novembro de 1894  | 14 de novembro de 1906  | Governador de Santa Catarina (1890-1891)                                                                                          |
|                     | Hercílio Luz                                                    | 24 de novembro de 1900  | 27 de setembro de 1927  | Três vezes Governador de Santa Catarina (1894-1898), (1918-1922) e (1922-1924)                                                    |
|                     | Lauro Müller                                                    | 1° de fevereiro de 1900 | 14 de novembro de 1902  | Fundador do Partido Republicano Catarinense                                                                                       |
| São Paulo           |                                                                 |                         |                         | |
|                     | Bernardino José de Campos Júnior                                | 1° de novembro de 1900  | 22 de agosto de 1892    | Governador de São Paulo (1892-1896)                                                                                               |
|                     | Francisco Glicério                                              | 28 de abril de 1902     | 12 de abril de 1916     | Faleceu no exercício do cargo |
|                     | Manoel de Moraes Barros                                         | 9 de setembro de 1895   | 20 de dezembro de 1902  | Faleceu no exercício do cargo |
| Sergipe             |                                                                 |                         |                         | |
|                     | Coelho e Campos (José Luís Coelho e Campos)                     | 11 de fevereiro de 1890 | 20 de dezembro de 1913  | Nomeado Ministro do STF em 1913                                                                                                   |
|                     | Leandro Maciel (Leandro Ribeiro de Siqueira Maciel)             | 15 de novembro de 1894  | 12 de março de 1903     | [ 63 ] |
|                     | Martinho Garcez                                                 | 1° de fevereiro de 1900 | 31 de janeiro de 1909   | [ 64 ] |